# Casa ad appartamenti sull'Hallesches Ufer
La casa ad appartamenti sull'Hallesches Ufer è un edificio residenziale multipiano di Berlino, sito nel quartiere di Kreuzberg.
Costruito nel 1968 su progetto di Hermann Fehling e Daniel Gogel, è posto sotto tutela monumentale (Denkmalschutz).

## Storia
L'edificio, commissionato dal gruppo immobiliare Mosch, fu costruito nel 1968 su progetto di Hermann Fehling e Daniel Gogel.

## Caratteristiche
L'edificio  occupa un lotto posto a nord dell'Hallesches Ufer, all'angolo con la Wilhelmstraße. Si compone di due distinti corpi di fabbrica: quello occidentale, lungo l'Hallesches Ufer, a sviluppo lineare e di altezza uniforme di 6 piani, e quello orientale, più articolato e innalzantesi dai 7 piani lungo la Wilhelmstraße fino ai 13 piani ad evidenziare l'angolo fra le due strade.
Le forme plastiche della costruzione rimandano esplicitamente alle architetture di Hans Scharoun: in particolare, la soluzione dei balconi d'angolo arrotondati e aggettanti viene ripresa dalla casa sull'Hohenzollerndamm del 1930.
All'interno del complesso sono ospitati 116 appartamenti, a cui si aggiungono uffici, studi e negozi. L'accesso agli appartamenti avviene tramite ballatoi posti sul fronte interno.